# Juan Manuel Insaurralde
Juan Manuel Insaurralde (Resistencia, Chaco, Argentina; 9 de octubre de 1984) es un futbolista argentino. Juega como defensor central en Sarmiento de Junín de la Liga Profesional de Fútbol Argentino.

## Trayectoria

### Inicios
Se formó en las divisiones infantiles del Club Atlético Central Norte Argentino y Municipales de Resistencia, semillero de donde surgieran Christian Giménez y Juan Manuel Silva, ambos de dilatada trayectoria en instituciones nacionales e internacionales y de la selección argentina.
Pasó a Chacarita Juniors donde ascendió y, a causa de sus buenas actuaciones, fue vendido a Newell's Old Boys de Rosario, en 2008, club con lo que logró buenos rendimientos que le dieron la posibilidad de jugar en la Selección Argentina, y además fue subcampeón con el conjunto rosarino del Apertura 2009.

### Boca Juniors (2010 - 2012)
A mediados de 2010 llegó a Boca Juniors, club que pagó 1 800 000 dólares por el 80 % del pase. 
Debutó oficialmente con la camiseta azul y oro, con el número 13, el domingo 8 de agosto de 2010, frente a Godoy Cruz por el Torneo Apertura: el partido finalizó 1-1. El 12 de septiembre de 2010 convirtió su primer gol como jugador de Boca, en el encuentro ante Olimpo en Bahía Blanca luego de un centro de Martín Palermo. En esa ocasión, el resultado fue de 3-1 a favor de los Xeneizes.
Su segundo gol en Boca fue durante el cotejo que Boca jugó de local en La Bombonera frente a Lanús. Después de que convirtiera el gol del empate, recibió un golpe por el impacto del balón: el resultado fue una fractura de tabique. Para la fecha siguiente y contra Tigre, Juan Manuel utilizó una máscara de protección nasal, la misma que utilizó el histórico Martín Palermo en el superclásico del Torneo Apertura 2009.
Pero recién en el Torneo Apertura 2011 logró mostrar su mejor desempeño en el Xeneize: tras un año jugando en la institución y luego de haber atravesado una crisis a nivel deportivo, el club argentino se coronó campeón invicto del Torneo Apertura el 4 de diciembre de 2011, a falta de dos jornadas para finalizar el campeonato. 
Ya en 2012 y en la fecha 9 del Torneo Clausura, marco el empate transitorio ante Argentinos Juniors, en un partido en el que el conjunto Xeneize vencería a los de la Paternal por 2 a 1. Apenas una semana después, marcó el empate transitorio frente a Tigre, pero después Boca perdió, aunque sirvió para mejorar su racha goleadora.
Es muy querido por la hinchada xeneize ya que fue un baluarte junto a Rolando Schiavi en el título conseguido en 2011, además de sus actuaciones, en las que dejaba todo en la cancha.

### Spartak de Moscú (2012 - 2013)
El 20 de julio de 2012, el presidente de Boca Juniors, Daniel Angelici, anunció el traspaso del defensor al Spartak de Moscú de la Liga Premier de Rusia por US$ 4 000 000 por el 75 % del pase. Anotó su primer y único gol en el equipo ruso el 25 de agosto del mismo año, luego de un tiro de esquina servido por Jano Ananidze a los 65' de juego en la derrota de su club frente al Terek Grozny por 2 a 1 en condición de visita.

### PAOK Salónica (2014)
En enero de 2014, dejó el Spartak de Moscú para arribar, en calidad de préstamo hasta el mes de junio, al PAOK Salónica de Grecia. Durante los seis meses que permaneció en el club, disputó 17 partidos, incluyendo dos duelos válidos por la Liga Europa de la UEFA 2013-14 ante el Benfica de Portugal.

### Jaguares de Chiapas (2015 - 2016)
En junio de 2015, se anunció su incorporación a los Jaguares de Chiapas de la Primera División de México para disputar el Torneo de Apertura, reforzando así la zona defensiva del conjunto azteca.

### Vuelta a Boca Juniors (2016 - 2017)
A fines de 2015 se negoció su retorno a Newell's Old Boys, pero el propio jugador tumbó la operación al afirmar que, si bien quería regresar a Argentina, de hacerlo solo jugaría en Boca Juniors. El 22 de enero de 2016, la prensa anunció su vuelta a Boca Juniors, previo pago de U$S 1 500 000.
El 2 de octubre del mismo año, marcó su primer gol tras su regreso al conjunto xeneize en un partido frente a Tigre, encuentro correspondiente a la quinta fecha del campeonato de Primera División 2016-17 y que terminó igualado 1 a 1.
Si bien a su retorno fue titular indiscutido, haciendo dupla de central con Fernando Tobio en el equipo dirigido por Guillermo Barros Schelotto, con el correr de los partidos fue perdiendo terreno ante el buen rendimiento de Paolo Goltz y Lisandro Magallán, razón porque durante la Superliga 2017-18 únicamente fue citado en tres oportunidades, ingresando tan sólo en un compromiso, el 26 de noviembre de 2017 ante Rosario Central, a los 91' de juego en reemplazo de Frank Fabra, pudiendo participar poco del juego. 
Tras no ser titular durante todo el segundo semestre de 2017, y con la idea de sumar minutos, arregló su salida de Boca Juniors y se convirtió en incorporación del Colo-Colo de la Primera División de Chile.

### Colo-Colo (2018 - 2021)
El 31 de enero de 2018, fue presentado oficialmente como nuevo jugador de Colo-Colo para afrontar la temporada 2018, teniendo como principal objetivo la Copa Libertadores. El defensor argentino firmó por dos años con el conjunto albo, en lo que será el quinto equipo de su carrera, convirtiéndose en el tercer refuerzo del campeón chileno después de Brayan Cortés y Carlos Carmona.
Luego de 2 muy buenos años en el club, el jugador renovó su vínculo durante un año más en Colo Colo, jugando allí toda la temporada 2020.

### Independiente (2021 - 2022)
El 18 de febrero de 2021, fue presentado oficialmente como nuevo jugador de Independiente para afrontar la temporada 2021, teniendo como principal objetivo la Copa Sudamericana. El defensor argentino firmó por un año (con opción de extenderlo a dos) con el conjunto de los diablos rojos, en lo que será el sexto equipo de su carrera, convirtiéndose en el primer refuerzo del club en esa temporada. El 21 de febrero de 2021 hizo su debut con la camiseta roja y, además, marcó su primer gol para el club el mismo día.

### Sarmiento de Junín (2023 - presente)
El 3 de enero de 2023, se convirtió en nuevo refuerzo de Sarmiento de Junín para afrontar la temporada 2023, firmó contrato por un año.

## Selección nacional

### Selección absoluta
Debutó en la selección Argentina el 30 de septiembre de 2009 en un partido amistoso frente a Ghana disputado en Córdoba, ingresando en el entretiempo en reemplazo de Rolando Schiavi. El 28 de abril de 2010, volvió a ser citado por Diego Maradona, esta vez frente a Haití en Cutral Có, duelo donde inició como titular y jugó los 90'.
Su último partido por la selección de Argentina se produjo el 5 de mayo de 2010 en la victoria 4-0 sobre la selección de Haití en un duelo preparatorio para el Mundial Sudáfrica 2010 jugado en el Estadio Alianza de Cutral Co.
El 11 de mayo del mismo año, fue incluido en la prenómina de 30 jugadores de cara a la Copa Mundial de 2010 de Sudáfrica. Sin embargo, finalmente no fue convocado para dicho torneo.

## Estadísticas
| Club                        | Div.          | Temporada     | Liga  | Liga  | Copas nacionales | Copas nacionales | Torneos internacionales | Torneos internacionales | Total | Total | Media goleadora |
| Club                        | Div.          | Temporada     | Part. | Goles | Part.            | Goles            | Part.                   | Goles                   | Part. | Goles | Media goleadora |
| --------------------------- | ------------- | ------------- | ----- | ----- | ---------------- | ---------------- | ----------------------- | ----------------------- | ----- | ----- | --------------- |
| Newell's Old Boys Argentina | 1.ª           | 2008-09       | 32    | 4     | —                | —                | —                       | —                       | 32    | 4     | 0.13            |
| Newell's Old Boys Argentina | 1.ª           | 2009-10       | 34    | 6     | —                | —                | 2                       | 0                       | 36    | 6     | 0.17            |
| Newell's Old Boys Argentina | Total club    | Total club    | 66    | 10    | 0                | 0                | 2                       | 0                       | 68    | 10    | 0.15            |
| Boca Juniors Argentina      | 1.ª           | 2010-11       | 36    | 2     | —                | —                | —                       | —                       | 36    | 2     | 0.06            |
| Boca Juniors Argentina      | 1.ª           | 2011-12       | 31    | 3     | 2                | 0                | 10                      | 1                       | 43    | 4     | 0.09            |
| Spartak de Moscú · Rusia    | 1.ª           | 2012-13       | 11    | 1     | 2                | 0                | 6                       | 0                       | 19    | 1     | 0.05            |
| Spartak de Moscú · Rusia    | 1.ª           | 2013-14       | 7     | 0     | 1                | 0                | 1                       | 0                       | 9     | 0     | 0.00            |
| PAOK · Grecia               | 1.ª           | 2013-14       | 11    | 0     | 4                | 0                | 2                       | 0                       | 17    | 0     | 0.00            |
| PAOK · Grecia               | Total club    | Total club    | 11    | 0     | 4                | 0                | 2                       | 0                       | 17    | 0     | 0.00            |
| Spartak de Moscú · Rusia    | 1.ª           | 2014-15       | 20    | 1     | 1                | 0                | —                       | —                       | 21    | 1     | 0.05            |
| Spartak de Moscú · Rusia    | Total club    | Total club    | 38    | 2     | 4                | 0                | 7                       | 0                       | 49    | 2     | 0.04            |
| Chiapas · México            | 1.ª           | 2015-16       | 14    | 2     | —                | —                | —                       | —                       | 14    | 2     | 0.14            |
| Chiapas · México            | Total club    | Total club    | 14    | 2     | 0                | 0                | 0                       | 0                       | 14    | 2     | 0.14            |
| Boca Juniors Argentina      | 1.ª           | 2016          | 12    | 1     | 1                | 0                | 11                      | 0                       | 24    | 1     | 0.04            |
| Boca Juniors Argentina      | 1.ª           | 2016-17       | 19    | 1     | 3                | 1                | —                       | —                       | 22    | 2     | 0.09            |
| Boca Juniors Argentina      | 1.ª           | 2017-18       | 1     | 0     | —                | —                | —                       | —                       | 1     | 0     | 0.00            |
| Boca Juniors Argentina      | Total club    | Total club    | 99    | 7     | 6                | 1                | 21                      | 1                       | 126   | 9     | 0.07            |
| Colo-Colo · Chile           | 1.ª           | 2018          | 25    | 4     | 1                | 0                | 10                      | 0                       | 36    | 4     | 0.11            |
| Colo-Colo · Chile           | 1.ª           | 2019          | 21    | 1     | 7                | 0                | 2                       | 0                       | 30    | 1     | 0.03            |
| Colo-Colo · Chile           | 1.ª           | 2020          | 22    | 1     | —                | —                | 6                       | 0                       | 28    | 1     | 0.04            |
| Colo-Colo · Chile           | Total club    | Total club    | 68    | 6     | 8                | 0                | 18                      | 0                       | 94    | 6     | 0.06            |
| Independiente Argentina     | 1.ª           | 2021          | 22    | 1     | 14               | 1                | 4                       | 0                       | 40    | 2     | 0.09            |
| Independiente Argentina     | 1.ª           | 2022          | 23    | 1     | 16               | 0                | 5                       | 0                       | 44    | 1     | 0.02            |
| Independiente Argentina     | Total club    | Total club    | 45    | 2     | 30               | 1                | 9                       | 0                       | 84    | 3     | 0.04            |
| Sarmiento Argentina         | 1.ª           | 2023          | 24    | 0     | 4                | 0                | —                       | —                       | 28    | 0     | 0.00            |
| Sarmiento Argentina         | Total club    | Total club    | 24    | 0     | 4                | 0                | 0                       | 0                       | 28    | 0     | 0.00            |
| Total carrera               | Total carrera | Total carrera | 365   | 29    | 56               | 2                | 59                      | 1                       | 480   | 32    | 0.07            |
| 1. 2. 3.                    |               |               |       |       |                  |                  |                         |                         |       |       |                 |

## Palmarés

### Campeonatos nacionales
| Título           | Equipo       | País      | Año     |
| ---------------- | ------------ | --------- | ------- |
| Primera División | Boca Juniors | Argentina | 2011    |
| Copa Argentina   | Boca Juniors | Argentina | 2011-12 |
| Primera División | Boca Juniors | Argentina | 2016-17 |
| Primera División | Boca Juniors | Argentina | 2017-18 |
| Copa Chile       | Colo-Colo    | Chile     | 2019    |